# Isla Little Wellington
L'isola Little Wellington (chiamata anche isola Serrano) è un'isola del Cile meridionale nell'oceano Pacifico, che fa parte della Regione di Aysén e della provincia di Capitán Prat. L'isola appartiene all'arcipelago Wellington.

## Geografia
L'isola Little Wellington è situata nella parte settentrionale dell'arcipelago Wellington, ha una superficie di 1 062,8 km² ed è la 14ª isola per estensione del Cile. Misura 35 miglia in lunghezza (nord-sud) per 16 miglia di larghezza. L'isola è circondata da canali: il canale Messier a est, il canale Adalberto a sud, ad ovest il canale Fallos, a nord-ovest il canale Albatross. Si trova a sud-est dell'isola Prat e a nord dell'isola Wellington. Un'ampia baia si apre sulla sua costa nord-ovest: il Seno Waldemar.